# Elecciones municipales de 2003 en Sevilla
Las elecciones municipales de 2003 se celebraron en Sevilla el domingo 25 de mayo, de acuerdo con el Real Decreto de convocatoria de elecciones locales en España dispuesto el 31 de marzo de 2003 y publicado en el Boletín Oficial del Estado el día 1 de abril. Se eligieron los 33 concejales del pleno del Ayuntamiento de Sevilla a través de un sistema proporcional (método d'Hondt), con listas cerradas y un umbral electoral del 5 %.

## Resultados
La candidatura del Partido Socialista Obrero Español de Andalucía fue la más votada y obtuvo 14 concejales; no obstante no consiguió la mayoría absoluta; la segunda lista en representación fue la del Partido Popular Andaluz, con 12; por otro lado la candidatura del Partido Andalucista, con 4 concejales, perdió 2 escaños respecto a la corporación anterior. La última de las candidaturas con representación fue la de Izquierda Unida, con 3 concejales. Los resultados completos se detallan a continuación:
| Candidatura     | Candidatura                                                     | Voto Popular | Voto Popular                           | Voto Popular                           | Concejales                             | Concejales                             |
| Candidatura     | Candidatura                                                     | Votos        | %                                      | ±pp                                    | Total                                  | +/-                                    |
| --------------- | --------------------------------------------------------------- | ------------ | -------------------------------------- | -------------------------------------- | -------------------------------------- | -------------------------------------- |
|                 | Partido Socialista Obrero Español de Andalucía (PSOE-A)         | 130 958      | 38,61                                  | +3.21                                  | 14                                     | +2                                     |
|                 | Partido Popular (PP-A)                                          | 119 395      | 35,20                                  | –0.65                                  | 12                                     | -1                                     |
|                 | Partido Andalucista (PA)                                        | 41 805       | 12,32                                  | –5.32                                  | 4                                      | -2                                     |
|                 | Izquierda Unida Los Verdes-Convocatoria por Andalucía (IULV-CA) | 30 443       | 8,97                                   | +1.20                                  | 3                                      | +1                                     |
|                 |                                                                 |              |                                        |                                        |                                        |                                        |
|                 | Los Verdes de Andalucía (Verdes)                                | 4535         | 1,34                                   | +0.55                                  | 0                                      | ±0                                     |
|                 | Coalición electoral PSA-Izquierda Andaluza (PSA-IA)             | 1823         | 0,54                                   | Nuevo                                  | 0                                      | ±0                                     |
|                 | Grupo de Ciudadanos Independientes (GCI)                        | 1056         | 0,31                                   | Nuevo                                  | 0                                      | ±0                                     |
|                 | Falange Española Independiente-Falange 2000 (FEI-FE2000)        | 309          | 0,09                                   | +0.05                                  | 0                                      | ±0                                     |
|                 | Partido Humanista (PH)                                          | 296          | 0,09                                   | +0.03                                  | 0                                      | ±0                                     |
|                 | Centro Democrático y Social (CDS)                               | 217          | 0,06                                   | -0.01                                  | 0                                      | ±0                                     |
| Votos en blanco | Votos en blanco                                                 | 8395         | 2,47                                   | +0.29                                  | n/a                                    | n/a                                    |
| Votos vàlidos   | Votos vàlidos                                                   | 339 225      | 100,00                                 | 100,00                                 | 33                                     | ±0                                     |
| Votos nulos     | Votos nulos                                                     | 1494         | Participación: · \| \| 58,55 % \| 2,1% | Participación: · \| \| 58,55 % \| 2,1% | Participación: · \| \| 58,55 % \| 2,1% | Participación: · \| \| 58,55 % \| 2,1% |
| Votantes        | Votantes                                                        | 340 719      | Participación: · \| \| 58,55 % \| 2,1% | Participación: · \| \| 58,55 % \| 2,1% | Participación: · \| \| 58,55 % \| 2,1% | Participación: · \| \| 58,55 % \| 2,1% |
| Electores       | Electores                                                       | 581 939      | Participación: · \| \| 58,55 % \| 2,1% | Participación: · \| \| 58,55 % \| 2,1% | Participación: · \| \| 58,55 % \| 2,1% | Participación: · \| \| 58,55 % \| 2,1% |
|                 | 58,55 %                                                         |              |                                        |                                        |                                        |                                        |

## Cabeza de lista
| Cabeza de lista | Partido Político |
| --------------- | ---------------- |
|                 | PP-A             |
|                 | PSOE-A           |
|                 | PA               |
|                 | IULV-CA          |

## Concejales electos
Relación de concejales electos:
| N.º | Nombre                                        | Lista | Lista   |
| --- | --------------------------------------------- | ----- | ------- |
| 1   | Alfredo Sánchez Monteseirín (Alcalde Titular) |       | PSOE-A  |
| 2   | Jaime Raynaud Soto                            |       | PP-A    |
| 3   | Aurora Atoche Navarro                         |       | PSOE-A  |
| 4   | Ricardo Tarno Blanco                          |       | PP-A    |
| 5   | Evangelina Naranjo Márquez                    |       | PSOE-A  |
| 6   | José Núñez Castain                            |       | PA      |
| 7   | María Dolores Rodríguez López                 |       | PP-A    |
| 8   | Emilio Carrillo Benito                        |       | PSOE-A  |
| 9   | Paula Clotilde Garvín Salazar                 |       | IULV-CA |
| 10  | Carmen Martínez de Sola Coello de Portugal    |       | PP-A    |
| 11  | Francisco José Fernández Sánchez              |       | PSOE-A  |
| 12  | Ricardo Villena Machuca                       |       | PP-A    |
| 13  | Susana Díaz Pacheco                           |       | PSOE-A  |
| 14  | Paola Ángela Vivancos Arigita                 |       | PA      |
| 15  | Alicia Martínez Martín                        |       | PP-A    |
| 16  | Alfonso Rodríguez Gómez de Celis              |       | PSOE-A  |
| 17  | María Dolores Meléndez Martínez-Agulló        |       | PP-A    |
| 18  | Gonzalo Crespo Prieto                         |       | PSOE-A  |
| 19  | Antonio Rodrigo Torrijos                      |       | IULV-CA |
| 20  | Ignacio Manuel Flores Berenguer               |       | PP-A    |
| 21  | Antonio Rodríguez Galindo                     |       | PSOE-A  |
| 22  | Agustín Tomás de Villar Iglesias              |       | PA      |
| 23  | Gregorio Serrano López                        |       | PP-A    |
| 24  | Inmaculada Muñoz Serván                       |       | PSOE-A  |
| 25  | Vicente Flores Alés                           |       | PP-A    |
| 26  | José Antonio García González                  |       | PSOE-A  |
| 27  | María Victoria Martínez Ocón                  |       | PSOE-A  |
| 28  | Joaquín Guillermo Peña Blanco                 |       | PP-A    |
| 29  | Rafael Carmona Ruiz                           |       | PA      |
| 30  | Francisco Manuel Silva Ardanuy                |       | IULV-CA |
| 31  | Manuel Gómez Lobo                             |       | PSOE-A  |
| 32  | Eduardo Beltrán Pérez García                  |       | PP-A    |
| 33  | Cristina Vega Alonso                          |       | PSOE-A  |

## Investidura
| Votación de investidura de Alfredo Sánchez Monteseirín (PSOE-A) Mayoría absoluta: 17/33 |       |                                  |
| Candidato                                                                               | Votos | Partidos votantes                |
| Alfredo Sánchez Monteseirín                                                             | 21    | PSOE-A (14), PA (4), IULV-CA (3) |
| Jaime Raynaud Soto                                                                      | 12    | PP-A (12)                        |